# System ligowy piłki nożnej na Białorusi
Tabela przedstawia system ligowy piłki nożnej na Białorusi. Kluby, które zajmą pierwsze pozycje w swojej lidze awansują wyżej, zaś te kończące dany sezon na ostatnich pozycjach spadają do niższych klas ligowych. Teoretycznie jest możliwe, aby klub z najniższej ligi, awansując rok po roku znalazł się w Wyszejszaj lidze, czyli na najwyższym poziomie ligowym.
| Poziom | Liga                                       | Liga                                       | Liga                                       | Liga                                       | Liga                                       | Liga                                       | Liga                                       | Liga                                       | Liga                                       | Liga                                       | Liga                                       | Liga                                       | Liga                                       | Liga                                       | Liga                                       | Liga                                       | Liga                                       | Liga                                       | Liga                                       | Liga                                       |
| ------ | ------------------------------------------ | ------------------------------------------ | ------------------------------------------ | ------------------------------------------ | ------------------------------------------ | ------------------------------------------ | ------------------------------------------ | ------------------------------------------ | ------------------------------------------ | ------------------------------------------ | ------------------------------------------ | ------------------------------------------ | ------------------------------------------ | ------------------------------------------ | ------------------------------------------ | ------------------------------------------ | ------------------------------------------ | ------------------------------------------ | ------------------------------------------ | ------------------------------------------ |
| 1      | Wyszejszaja liha (Вышэйшая ліга) 16 drużyn | Wyszejszaja liha (Вышэйшая ліга) 16 drużyn | Wyszejszaja liha (Вышэйшая ліга) 16 drużyn | Wyszejszaja liha (Вышэйшая ліга) 16 drużyn | Wyszejszaja liha (Вышэйшая ліга) 16 drużyn | Wyszejszaja liha (Вышэйшая ліга) 16 drużyn | Wyszejszaja liha (Вышэйшая ліга) 16 drużyn | Wyszejszaja liha (Вышэйшая ліга) 16 drużyn | Wyszejszaja liha (Вышэйшая ліга) 16 drużyn | Wyszejszaja liha (Вышэйшая ліга) 16 drużyn | Wyszejszaja liha (Вышэйшая ліга) 16 drużyn | Wyszejszaja liha (Вышэйшая ліга) 16 drużyn | Wyszejszaja liha (Вышэйшая ліга) 16 drużyn | Wyszejszaja liha (Вышэйшая ліга) 16 drużyn | Wyszejszaja liha (Вышэйшая ліга) 16 drużyn | Wyszejszaja liha (Вышэйшая ліга) 16 drużyn | Wyszejszaja liha (Вышэйшая ліга) 16 drużyn | Wyszejszaja liha (Вышэйшая ліга) 16 drużyn | Wyszejszaja liha (Вышэйшая ліга) 16 drużyn | Wyszejszaja liha (Вышэйшая ліга) 16 drużyn |
| 2      | Pierszaja liha (Першая ліга) 14 drużyn     | Pierszaja liha (Першая ліга) 14 drużyn     | Pierszaja liha (Першая ліга) 14 drużyn     | Pierszaja liha (Першая ліга) 14 drużyn     | Pierszaja liha (Першая ліга) 14 drużyn     | Pierszaja liha (Першая ліга) 14 drużyn     | Pierszaja liha (Першая ліга) 14 drużyn     | Pierszaja liha (Першая ліга) 14 drużyn     | Pierszaja liha (Першая ліга) 14 drużyn     | Pierszaja liha (Першая ліга) 14 drużyn     | Pierszaja liha (Першая ліга) 14 drużyn     | Pierszaja liha (Першая ліга) 14 drużyn     | Pierszaja liha (Першая ліга) 14 drużyn     | Pierszaja liha (Першая ліга) 14 drużyn     | Pierszaja liha (Першая ліга) 14 drużyn     | Pierszaja liha (Першая ліга) 14 drużyn     | Pierszaja liha (Першая ліга) 14 drużyn     | Pierszaja liha (Першая ліга) 14 drużyn     | Pierszaja liha (Першая ліга) 14 drużyn     | Pierszaja liha (Першая ліга) 14 drużyn     |
| 3      | Druhaja liha (Другая ліга) 13 drużyn       | Druhaja liha (Другая ліга) 13 drużyn       | Druhaja liha (Другая ліга) 13 drużyn       | Druhaja liha (Другая ліга) 13 drużyn       | Druhaja liha (Другая ліга) 13 drużyn       | Druhaja liha (Другая ліга) 13 drużyn       | Druhaja liha (Другая ліга) 13 drużyn       | Druhaja liha (Другая ліга) 13 drużyn       | Druhaja liha (Другая ліга) 13 drużyn       | Druhaja liha (Другая ліга) 13 drużyn       | Druhaja liha (Другая ліга) 13 drużyn       | Druhaja liha (Другая ліга) 13 drużyn       | Druhaja liha (Другая ліга) 13 drużyn       | Druhaja liha (Другая ліга) 13 drużyn       | Druhaja liha (Другая ліга) 13 drużyn       | Druhaja liha (Другая ліга) 13 drużyn       | Druhaja liha (Другая ліга) 13 drużyn       | Druhaja liha (Другая ліга) 13 drużyn       | Druhaja liha (Другая ліга) 13 drużyn       | Druhaja liha (Другая ліга) 13 drużyn       |